# Les Yeux sans visage
Les Yeux sans visage é um filme de terror franco-italiano de 1960, co-escrito e dirigido por Georges Franju e estrelado por Pierre Brasseur e Alida Valli. É baseado no romance homônimo de Jean Redon.
Brasseur interpreta um cirurgião plástico que está determinado a realizar um transplante de rosto em sua filha, que foi desfigurada em um acidente de automóvel. Durante a produção do filme, foram considerados os padrões dos censores europeus, definindo o tom certo, minimizando o sangue e eliminando o caráter do cientista maluco. Embora o filme tenha passado pelos censores europeus, o lançamento do filme na Europa causou polêmica. A reação crítica variou de elogio a desgosto.[carece de fontes?]
O filme estreou nos Estados Unidos de forma editada e dublada em 1962 sob o título de The Horror Chamber of Dr. Faustus. Nos Estados Unidos, Faustus foi lançado como um filme duplo com The Manster. A recepção crítica inicial do filme não foi abertamente positiva, mas os relançamentos posteriores de filmes e peças teatrais melhoraram sua reputação. Os críticos modernos elogiam o filme hoje por sua natureza poética, além de serem uma influência notável em outros cineastas.